# 北山田站 (神奈川縣)
北山田站（日语：／ Kita-yamata eki */?）是位於神奈川縣橫濱市都筑區北山田，屬於橫濱市營地下鐵綠線的鐵路車站。車站編號是G06。車站顏色是此站帶有南歐風格的形象而定為玉米色。

## 車站構造
本站為島式月台1面2線地下車站。驗票閘口位於地下3樓，月台則位於地下4樓。出入口至閘外大廳之間和閘內大廳至月台之間設有升降機與扶手電梯，且併設多機能廁所。

### 月台配置
| 月台 | 路線          | 目的地           |
| ---- | ------------- | ---------------- |
| 1    | 綠線（4號線） | 中心北、中山方向 |
| 2    | 綠線（4號線） | 日吉方向         |

## 利用狀況
2016年度的1日平均上下車人次為27,592人。
開業以來的1日平均上下、上車人次推移如下表。
| 年度               | 1日平均 上下車人次 | 1日平均 上車人次 | 來源    |
| ------------------ | ------------------ | ---------------- | ------- |
| 2007年（平成19年） |                    | 35,631           | [ * 1 ] |
| 2008年（平成20年） | 16,936             | 8,546            | [ * 2 ] |
| 2009年（平成21年） | 18,687             | 9,431            | [ * 3 ] |
| 2010年（平成22年） | 20,958             | 10,553           | [ * 4 ] |
| 2011年（平成23年） | 22,072             | 11,118           | [ * 5 ] |
| 2012年（平成24年） | 23,612             | 11,867           | [ * 6 ] |
| 2013年（平成25年） | 25,106             | 12,614           | [ * 7 ] |
| 2014年（平成26年） | 25,770             | 12,919           | [ * 8 ] |
| 2015年（平成27年） | 26,954             | 13,489           |         |
| 2016年（平成28年） | 27,592             | 13,836           |         |

## 歷史
- 2008年3月30日：本站開業。

## 圖集

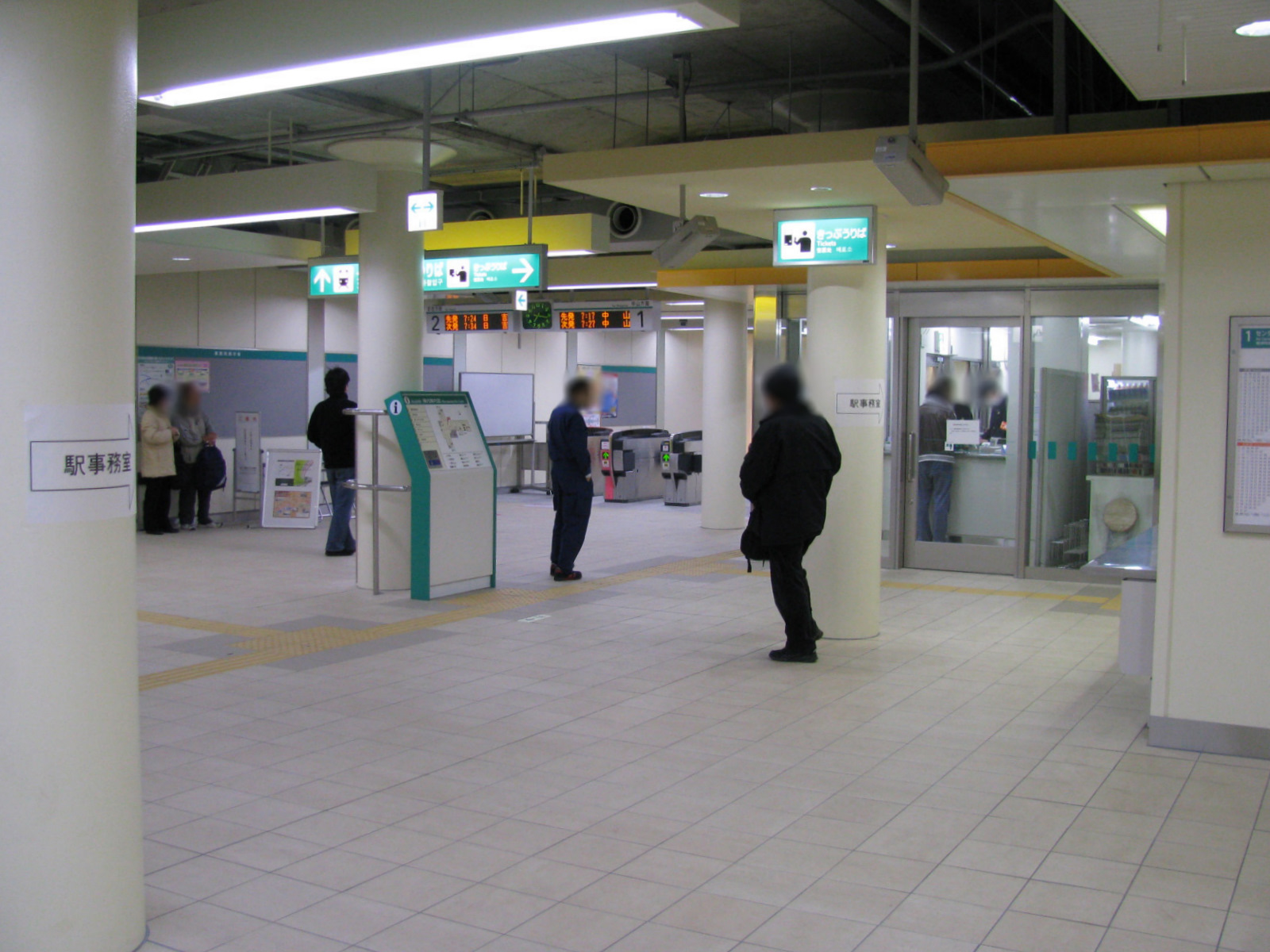
車站檢票口
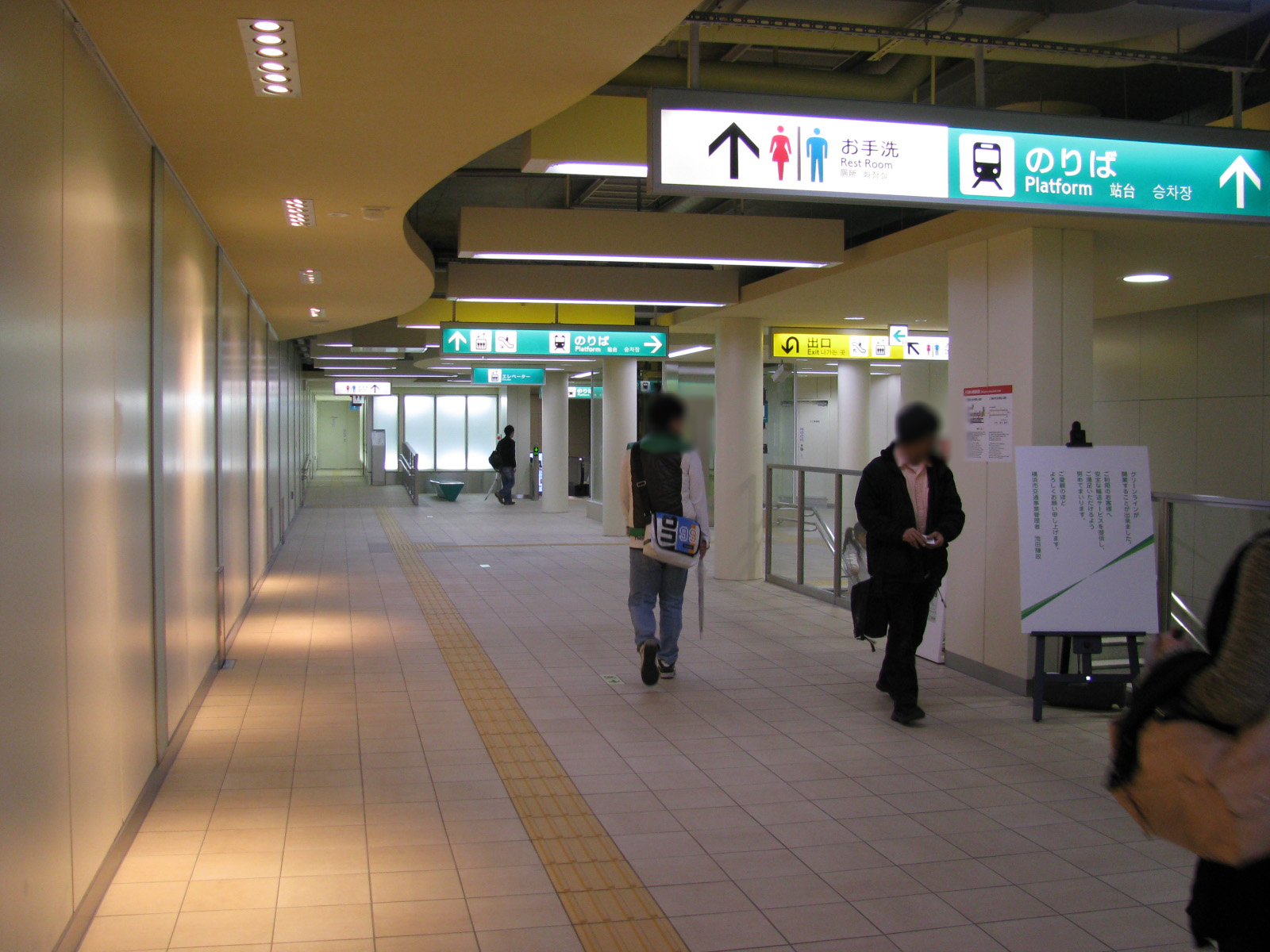
車站通道
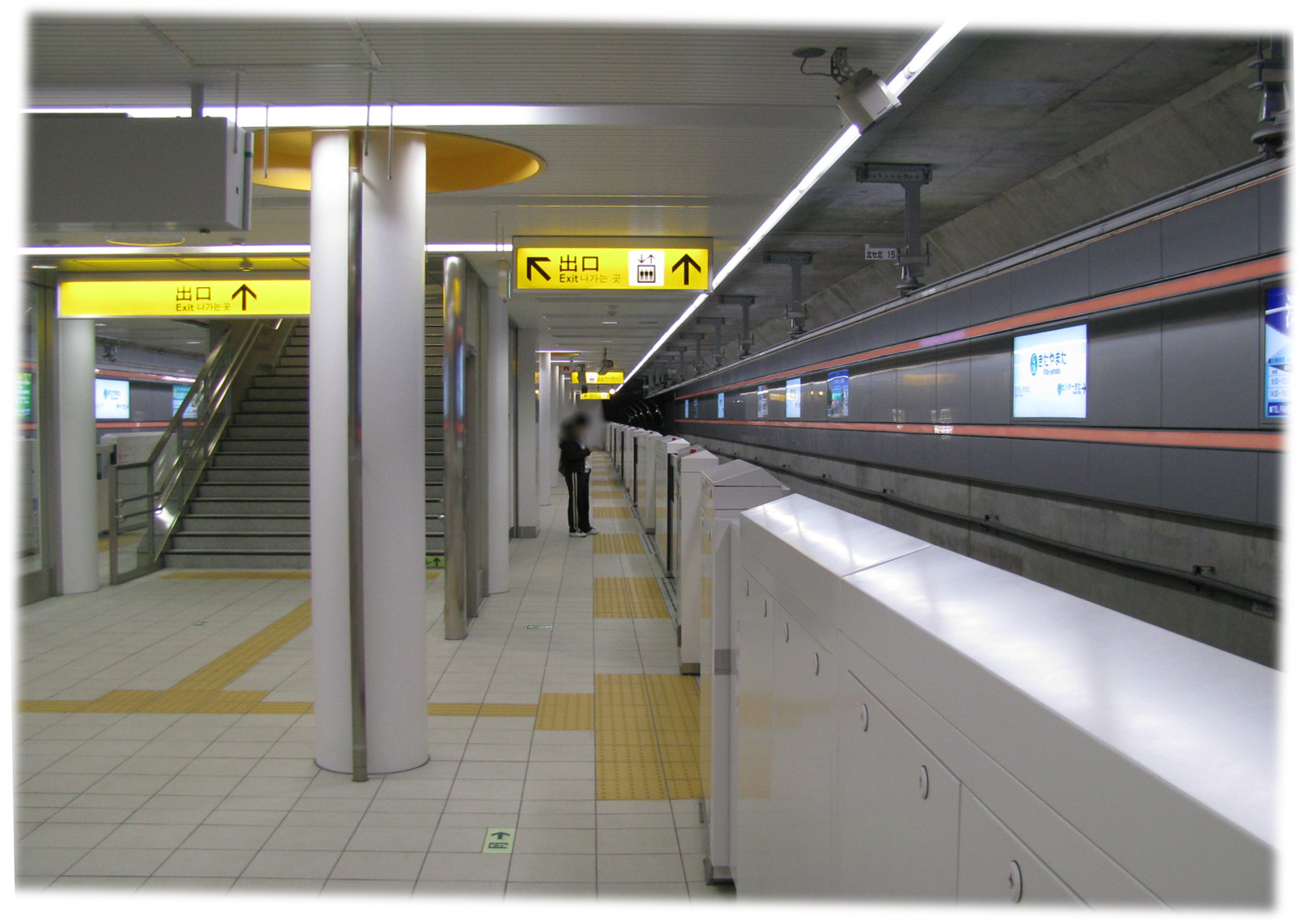
車站月台

## 相鄰車站
橫濱市營地下鐵
 綠線（4號線）
中心北（G05）－北山田（G06）－東山田（G07）

## 外部連結
- 北山田站（页面存档备份，存于） - 橫濱市交通局